# Стропеево
Стропеево — деревня в Костромском районе Костромской области. Входит в состав Кузьмищенского сельского поселения.

## География
Находится в юго-западной части Костромской области на расстоянии приблизительно 14 км на север-северо-восток по прямой от железнодорожной станции Кострома-Новая.

## История
В 1872 году здесь было учтено 7 дворов, в 1907 году — 6.

## Население
Постоянное население составляло 28 человек (1872 год), 39 (1897), 35 (1907), 3 в 2002 году (русские 67 %, белорусы 33 %), 7 в 2022.